# Lucien Teisseire
Lucien Teisseire (11. december 1919 – 22. december 2007) var en fransk professionel landevejscykelrytter. Han blev født i Saint-Laurent-du-Var. Han er mest kendt for hans bronze medalje ved VM i landevejscykling 1948.